# Lepidomyia
Lepidomyia is een vliegengeslacht uit de familie van de zweefvliegen (Syrphidae).

## Soorten
- L. micheneri (Fluke, 1953)